# Hartville, Ohio
Hartville là một làng thuộc quận Stark, tiểu bang Ohio, Hoa Kỳ. Năm 2010, dân số của làng này là 2944 người.